# Gabriel Calderón
Gabriel Humberto Calderón (Rawson, Chubut, 7 de febrero de 1960) es un exfutbolista y actual entrenador argentino que jugaba como delantero. 

## Trayectoria

### Como jugador
Dio sus primeros pasos en Germinal de Rawson. Calderón jugó en muchos equipos incluyendo el Racing Club de Avellaneda y Club Atlético Independiente, ambos argentinos, en España lo hizo con el Real Betis Balompié y en Francia con el París Saint-Germain.

### Como entrenador
Inicios en Francia
Después de retirarse estuvo trabajando de comentarista en la televisión española. Tras este periodo, empezó a trabajar como entrenador. Llegó a entrar al Caen (1997) y al Lausanne (2002 ~ 2003).
Selección de Arabia Saudita
A finales del 2004, Calderón asumió el control del equipo nacional de Arabia Saudita, y dirigió con éxito al equipo en la clasificación del Mundial de Alemania de 2006, consiguiendo una victoria por 3 - 0 contra Uzbekistán en Riad. Calderón dijo: "La clasificación para el mundial es el sueño de cualquier entrenador pero yo estoy más satisfecho por nuestra campaña de clasificación. Estoy muy feliz por la clasificación ya que era la meta que tenía cuando llegué por primera vez al reino". Sin embargo, en diciembre de 2005, fue despedido de la selección nacional de Arabia Saudita por la pobre imagen que el equipo daba en los juegos asiáticos del oeste.
Selección de Omán
El 4 de abril de 2007, Calderón fue contratado como entrenador de la selección nacional de Omán. El 13 de enero de 2008 renunció porque no le respetaron el plan de trabajo, aunque dijo que la relación concluyó en buenos términos.
Al-Ittihad
En abril de 2008, se incorpora al Al-Ittihad, con quien consiguió ganar la liga (2008/2009), ser finalista 2 veces seguidas de la King Cup y de la Liga de Campeones de Asia. Finaliza su etapa en este club en enero de 2010.
Al-Hilal
En noviembre de 2010, firma con el Al-Hilal, con quien logró un doblete ganando la liga (2010/2011) de forma invicta y la Copa del Príncipe.
Baniyas SC
A finales de noviembre de 2011, firma con el Baniyas SC, con quien logra llegar, por segunda vez en la historia del club, a la final de la Copa del Presidente, y además se clasifica a octavos de final de la Liga de Campeones de Asia, por primera vez en la historia del club. Calderón terminó su contrato con el club el 30 de mayo de 2012. 
Selección de Baréin
Entre 2012 y 2013, entrenó a Selección de fútbol de Baréin. Fue despedido el 13 de agosto de 2013.
Real Betis
En enero de 2014, ficha por el Real Betis Balompié. El equipo andaluz era el colista destacado de Primera División, con sólo 11 puntos en 20 partidos, y aunque Calderón mejoró los números de su predecesor en el banquillo, fue insuficiente para evitar el descenso. Tras perder la categoría, el club anunció que Calderón no iba a continuar siendo su técnico.
Al-Wasl
El 15 de octubre de 2014 firma contrato por un año con el Al Wasl Football Club de Dubái. Tras obtener buenos resultados, el Al Wasl Football Club decide renovarle en contrato por dos años más. Fue sustituido por su compatriota Rodolfo Arruabarrena en junio de 2016.

#### Qatar SC
El 5 de julio de 2017 firmó un contrato de dos años con Qatar SC. Fue despedido el 22 de noviembre del mismo año.
Persépolis (Irán)
El 2 de julio de 2019 rubrica su nuevo contrato con el equipo iraní, campeón de las últimas tres temporadas de la primera división (Iran Premier League) con el croata, Branko Ivanković. El 12 de enero de 2020 renunció a su cargo de entrenador del Persépolis debido a problemas económicos.

## Selección nacional
Fue titular de la selección Argentina que ganó la Copa Mundial de Fútbol Juvenil de 1979 en Japón, anotando 3 goles en la cita, 2 ante Indonesia y uno ante Argelia. Además fue parte del plantel que jugó los mundiales de España 1982 (donde fue titular en tres encuentros) e Italia 1990 (donde fue titular en los cuartos y semifinales y constante recambio en los demás encuentros).
Participaciones en Copas del Mundo
| Mundial                        | Sede   | Resultado     | Partidos | Goles |
| ------------------------------ | ------ | ------------- | -------- | ----- |
| Copa Mundial de Fútbol de 1982 | España | Segunda ronda | 4        | 0     |
| Copa Mundial de Fútbol de 1990 | Italia | Subcampeón    | 5        | 0     |

## Clubes

### Como jugador
| Club                | País      | Año       |
| ------------------- | --------- | --------- |
| Racing Club         | Argentina | 1977-1978 |
| Lanús               | Argentina | 1978      |
| Racing Club         | Argentina | 1979-1981 |
| Independiente       | Argentina | 1981-1983 |
| Real Betis          | España    | 1983-1985 |
| Girondins Burdeos   | Francia   | 1985-1987 |
| Paris Saint-Germain | Francia   | 1987-1990 |
| FC Sion             | Suiza     | 1990-1991 |
| S M Caen            | Francia   | 1991-1993 |
| Lausanne Sports     | Suiza     | 1993-1994 |

### Como entrenador
| Club                        | País                   | Año       |
| --------------------------- | ---------------------- | --------- |
| Germinal                    | Argentina              | 1995-1996 |
| SM Caen                     | Francia                | 1996-1998 |
| U.D. Almería                | España                 | 1998-2000 |
| Beşiktaş                    | Turquía                | 2000-2002 |
| Rubin Kazán                 | Rusia                  | 2003      |
| Lausana-Sport               | Suiza                  | 2003      |
| Selección de Arabia Saudita | Arabia Saudita         | 2004-2005 |
| İstanbul Başakşehir         | Turquía                | 2006-2007 |
| Selección de Omán           | Omán                   | 2007-2008 |
| Al-Ittihad                  | Arabia Saudita         | 2008-2010 |
| Al-Hilal                    | Arabia Saudita         | 2010-2011 |
| Baniyas SC                  | Emiratos Árabes Unidos | 2011-2012 |
| Selección de Baréin         | Baréin                 | 2012-2013 |
| Real Betis                  | España                 | 2013-2014 |
| Al-Fujairah                 | Emiratos Árabes Unidos | 2014-2016 |
| Qatar SC                    | Catar                  | 2017      |
| León                        | México                 | 2018      |
| Persépolis FC               | Irán                   | 2019-2020 |
| Khor Fakkan                 | Emiratos Árabes Unidos | 2022      |

## Palmarés

### Como jugador

#### Torneos nacionales
| Título             | Club    | País  | Año     |
| ------------------ | ------- | ----- | ------- |
| Copa de Suiza      | FC Sion | Suiza | 1991    |
| Superliga de Suiza | FC Sion | Suiza | 1991-92 |

#### Torneos internacionales
| Título         | Club                | País  | Año  |
| -------------- | ------------------- | ----- | ---- |
| Mundial Sub-20 | Selección Argentina | Japón | 1979 |

### Como entrenador

#### Torneos nacionales
| Título                               | Club       | País           | Año     |
| ------------------------------------ | ---------- | -------------- | ------- |
| Liga Profesional Saudí               | Al-Ittihad | Arabia Saudita | 2008-09 |
| Copa del Rey de Campeones            | Al-Ittihad | Arabia Saudita | 2010    |
| Liga Profesional Saudí               | Al-Hilal   | Arabia Saudita | 2010-11 |
| Copa del Príncipe de la Corona Saudí | Al-Hilal   | Arabia Saudita | 2010-11 |

#### Otros logros
| Título                                     | Club                        | Sede | Año     |
| ------------------------------------------ | --------------------------- | ---- | ------- |
| Clasificación para la Copa Mundial de 2006 | Selección de Arabia Saudita | AFC  | 2003-05 |